# Flotthöljan
Flotthöljan är ett naturreservat i Hudiksvalls kommun i Hälsingland.
Reservatet är beläget 35 km nordväst om Friggesund och omfattar 108 hektar. Det är skyddat sedan 1997.
Vid Flotthöljan delar sig Svåga älv i grunda forsar och långsmala öar. Omkring älven förekommer barrskogslavar och  ringlaven. Den fuktiga miljön gynnar förekomsten av ringlav och mossor. Liten hornflikmossa (Lophozia ascendens), kurragömmamossa och alsidenmossa finns i naturreservatet. Bland svamparterna i området kan nämnas ullticka, rynkskinn, doftskinn och rosenticka.
I älven och i Styggbäcken reproducerar flodpärlmusslan.